# Neoblakea
Neoblakea  es un género de plantas con flores de la familia de las rubiáceas. Incluye dos especies. Se distribuye en Suramérica. 

## Taxonomía
Neoblakea fue descrito por Paul Carpenter Standley y publicado en Publications of the Field Museum of Natural History, Botanical Series 8(1): 54, en el año 1930.

## Especies
- Neoblakea venezuelensis Standl. (1930).
- Neoblakea ecuadorensis C.M.Taylor (2010).